# Tympanota arfakensis
Tympanota arfakensis là một loài bướm đêm trong họ Geometridae.